# Alois Málek
Alois Málek (15. ledna 1893 Rozsochy – 2. prosince 1958 Slavonice) byl český a československý politik Komunistické strany Československa, poúnorový poslanec Národního shromáždění ČSR a ministr vlád Československa.

## Biografie
Vyučil se krejčím. Patřil k zakládajícím členům KSČ v roce 1921. V roce 1926 odjel s rodinou a příbuznými do Sovětského svazu budovat družstvo Interhelpo. Po celou dobu pobytu až do návratu do Československa po roce 1945 působil v KSSS a byl zaměstnán v oděvním průmyslu.
V letech 1946 až 1950 pracoval jako ředitel továrny na oděvy Palas – Artis ve Slavonicích. Počátkem roku 1950 byl jmenován ředitelem prostějovského oděvního kombinátu, aby koncem roku 1950 přešel do vlády Antonína Zápotockého a Viliama Širokého a působil zde v letech 1950–1951 coby ministr lehkého průmyslu. Funkci si podržel až do roku 1956 i v následující druhé vládě Viliama Širokého.
Po návratu do Československa pracoval...nejprve jako vedoucí OP Slavonice, pak jako podnikový ředitel n. p. Slavona, potom jako podnikový ředitel n. p. Oděvní závody Jiřího Wolkera v Prostějově. V lednu 1951 byl povolán na místo generálního ředitele Čs. textilních závodů, dne 8. záři 1951 pak do vlády...jako ministr lehkého průmyslu.
Rudé právo, 15. ledna 1953
Ve volbách roku 1954 byl zvolen do Národního shromáždění za KSČ ve volebním obvodu Bystřice nad Pernštejnem-Boskovice. V Národním shromáždění zasedal do své smrti roku 1958. Pak ho nahradil Josef Tatíček.
Na funkci ministra rezignoval ze zdravotních důvodů. Žil pak ve Slavonicích, kde náhle zemřel 2. prosince 1958. Tělo bylo odvezeno do krematoria v Brně.